# Norske Øer
Le Norske Øer sono un arcipelago disabitato della Groenlandia, la cui isola principale misura 186 km². Si trovano a 79°07'N 17°40'W; sono situate nel Parco nazionale della Groenlandia nordorientale, fuori da qualsiasi comune.